# سیارک ۲۲۴۰
سیارک ۲۲۴۰ (به انگلیسی: 2240 Tsai، نامگذاری:1978YA) دو هزار و دویست و چهلمین سیارک کشف شده‌است که در ۳۰ دسامبر ۱۹۷۸ کشف شد.
قدر مطلق سیارک برابر ۱۱٫۸۰ است.